# Inside Fighting China
Inside Fighting China, französischer Titel La Chine sous les armes, ist ein kanadischer Dokumentarkurzfilm von Stuart Legg aus dem Jahr 1942.

## Handlung
Während London im Frühherbst 1931 mit der Depression beschäftigt war und die USA das Problem der Arbeitslosigkeit in Angriff nahmen, übersahen die Weltmächte, dass sich in Japan eine neue Großmacht formierte. Infolge des Mukden-Zwischenfalls kam es zur Mandschurei-Krise, in der Japan die Mandschurei besetzte. Nun hatte der Staat Zugriff auf sämtliche Rohstoffe, die für die Kriegsführung benötigt werden. Der Film zeichnet einerseits Szenarien, die bis zu einem Krieg mit biologischen Waffen reichen, andererseits werden die Großmachtfantasien Japans aufgezeigt, die bis zu einer Annexion Europas gehen.
Nach dem japanischen Angriff auf China und dem Massaker von Nanking flohen die Menschen westwärts und der Widerstand begann. China wandelte sich hin zu einer Demokratie, die auf eine kämpfende Bevölkerung setzt. Gezeigt werden der Bau geheimer Fabriken für die Waffenversorgung, die Ausbildung der Frauen zu Soldatinnen und die Versorgung der Kinder. Mit dem Angriff auf Pearl Harbor am 7. Dezember 1941 begann sich auch der Westen für das kämpfende China zu interessieren. Kampftaktiken werden gezeigt, darunter die Ausnutzung des Raums und das Überraschungsmoment bei Angriffen aus dem Hinterhalt. Der Film endet mit den Worten, dass China nicht auf Frieden für seine Einwohner baut, sondern sich das Privileg erhofft, seine Bevölkerung kämpfend in die Zukunft zu führen, die sich trotz der schwierigen aktuellen Situation auftut.

## Produktion
Inside Fighting China wurde vom National Film Board of Canada für die Reihe The World in Action produziert. Der Film wurde von Universal Pictures präsentiert. Erzähler des Films ist Lorne Greene, die Aufnahme erfolgte in den Associated Screen Studios in Montreal.

## Auszeichnungen
Inside Fighting China wurde 1943 für einen Oscar in der Kategorie Bester Dokumentarfilm nominiert.